# Coolea (queso)
El Coolea es un tipo de queso de leche de vaca con una textura similar al gouda y un sabor rico, dulce y acaramelado. Como el gouda, está cubierto por una gruesa corteza sólida de cera que contribuye a su sabor y textura.
El Coolea es elaborado según una antigua receta holandesa para el gouda por la familia Willems en Coolea (Irlanda). Ha ganado muchos premios, tanto nacionales como internacionales.